# Esztergom (district)
Het District Esztergom (Esztergomi járás) is een district (Hongaars: járás) in het Hongaarse comitaat Komárom-Esztergom. De hoofdstad is Esztergom. 

## Plaatsen
- Annavölgy
- Bajna
- Bajót
- Csolnok
- Dorog
- Dág
- Dömös
- Epöl
- Esztergom
- Kesztölc
- Leányvár
- Lábatlan
- Mogyorósbánya
- Máriahalom
- Nagysáp
- Nyergesújfalu
- Piliscsév
- Pilismarót
- Sárisáp
- Süttő
- Tokod
- Tokodaltáró
- Tát
- Úny